# Palabras mágicas (película)

Palabras mágicas (Bee Season en inglés ("Temporada de deletreo"), y La huella del silencio en España) es una película estadounidense lanzada en el 2006, y en Estados Unidos está disponible por DVD a partir del 4 de abril. La protagonizan Richard Gere, Juliette Binoche. La película fue dirigida por Scott McGehee y David Siegel.

## Argumento
La trama de la película se trata de una familia de clase media alta en California. El padre es un profesor de estudios religiosos, y su hija le llama la atención de él cuando resulta que ella es exitosa en su concurso de deletreo ("spelling bee", de allí el título en inglés), acontecimientos que han gozado de cierto prestigio entre alumnos de escuelas primarias y sus padres en los Estados Unidos, además del gran público estadounidense. 
- Datos: Q813983